# Ctimene abasalis
Ctimene abasalis är en fjärilsart som beskrevs av Rothschild 1915. Ctimene abasalis ingår i släktet Ctimene och familjen mätare. Inga underarter finns listade i Catalogue of Life.